# Paolo Mannucci
Paolo Mannucci (Capraia Fiorentina, 9 febbraio 1942) è un ex ciclista su strada italiano.

## Carriera
Nato nel 1942 a Capraia Fiorentina, nel comune di Capraia e Limite, in provincia di Firenze, da dilettante ha vinto il G.P. Valdinievole nel 1963 e una tappa al Giro delle Province del Lazio nel 1964.
Nel 1965, a 23 anni, è passato professionista con la Springoil, poi diventata Filotex, partecipando al Giro d'Italia di quell'anno, arrivando 44º. L'anno successivo ha preso parte alla Milano-Sanremo, chiudendo 107º, di nuovo al Giro d'Italia (61º) e al Tour de France, concludendo come lanterne rouge, all'82º e ultimo posto tra i ciclisti che hanno portato a termine la corsa.
Ha chiuso la carriera nel 1967, a 25 anni.

## Palmarès
- 1963 (dilettanti)

G.P. Valdinievole
- 1964 (dilettanti)

3ª tappa Giro delle Province del Lazio (Terracina > Arpino)

## Piazzamenti

### Grandi Giri
- Giro d'Italia

1965: 44º
1966: 61º
- Tour de France

1966: 82º

### Classiche monumento
- Milano-Sanremo

1966: 107º